# Statistisk sentralbyrå

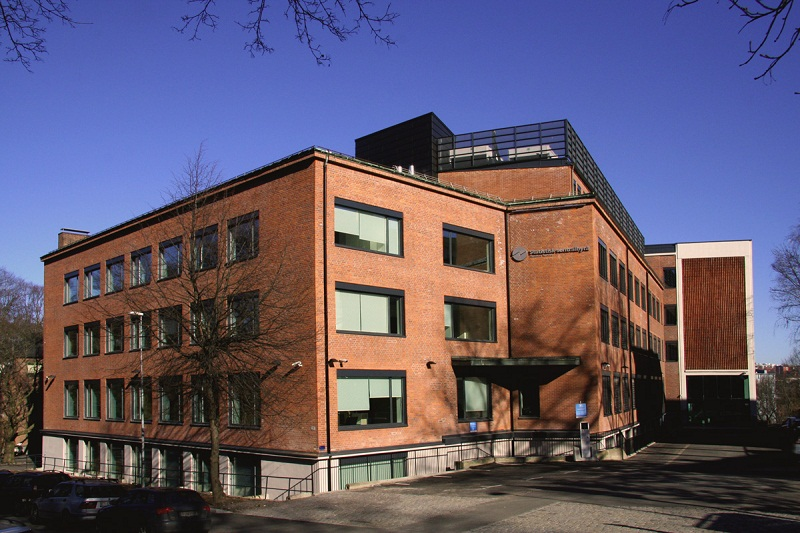
Statistisk sentralbyrå in Oslo

Das Statistisk sentralbyrå (eng. Statistics Norway, in Norwegen meist SSB) ist die zentrale Statistikbehörde Norwegens. Sie ist administrativ dem Finanzministerium unterstellt, ist aber in ihren inhaltlichen Aufgaben davon unabhängig. Das im Jahr 1876 gegründete SSB hat ca. 850 Mitarbeiter, verteilt auf zwei Standorte in Kongsvinger und Oslo.
Die Behörde veröffentlicht etwa 860 Statistiken im Jahr und 60 Artikel.

## Organisation und Aufgaben
Die zentrale Aufgabe des SSB besteht in der Sammlung, Zusammenstellung und Veröffentlichung einer offiziellen Statistik zu Themen wie Demographie, Wirtschaft und gesellschaftlichen Themen. Daneben spielt auch die Forschung eine große Rolle. Die anonymisierten Ergebnisse werden regelmäßig kostenlos auf der Website der Behörde veröffentlicht. Besonders die vierteljährlichen Statistiken zur Bevölkerungsentwicklung in den Kommunen finden in der norwegischen Presse große Beachtung.
Die Arbeit des SSB ist im Statistikgesetz geregelt, das erstmals 1907 verfasst, und 1989 sowie 2019 überarbeitet wurde. Hier ist auch festgehalten, dass alle Einwohner, Organisationen und Betriebe Norwegens verpflichtet sind, auf Anfrage Auskunft zu erteilen. Bei Nichtbeachtung können Geldstrafen verhängt werden (tvangsmulkt). Auch Privatpersonen können vom SSB befragt werden, allerdings sind die meisten Auskünfte freiwillig. Gelegentlich werden allerdings auch obligatorische Umfragen durchgeführt, deren Nichtbeantwortung mit Geldstrafen geahndet werden kann.
Neben Umfragen und Auskünften, kann das SSB auch auf eine Reihe staatlicher Datenbanken zugreifen: das Melderegister des Finanzministeriums, die Brønnøysundregistrene, Grundstücksinformationen des Kartverket und die Arbeitsstatistiken des NAV.
Das SSB ist in vier Abteilungen aufgeteilt: Die Forschungsabteilung, die Abteilung für Preise, Finanz- und auswärtige Statistik, die Abteilung für Personen- und Sozialstatistik und die Abteilung für Nationales Rechnungswesen und Wirtschaftsstatistik. Daneben gibt es Abteilungen für IT, Verwaltung und Kommunikation.